# Diarmait mac Énna meic Murchada
Diarmait mac Énna meic Murchada (m. 1117) fue rey de Leinster y Dublín a comienzos del siglo XII.

## Contexto
Diarmait era miembro de los Uí Chennselaig, e hijo de Énna mac Murchada.

## Reinado y muerte
En 1115, Donnchad mac Murchada (m. 1115) y Conchobar Ua Conchobair Failge (m. 1115), correyes de Leinster, aprovecharon la debilidad de los Uí Briain de Munster, y lanzaron un ataque sobre Dublín. Los dublineses, dirigidos por Domnall Gerrlámhach (m. 1135), miembro de los Uí Briain rechazaron la invasión y mataron a Donnchad y Conchobar.
El cetro de Leinster recayó sobre Diarmait, que poco después capturó Dublín, antes de morir allí en 1117. Después de su muerte, Domnall Gerrlámhach recuperó el kreino de Dublín; y Énna Mac Murchada, un rey de Uí Chennselaig pariente de Diarmait, fue elegido Rey de Leinster (m. 1126).

## Citas
1. 1 2  O'Byrne (2005).
2. ↑  O'Byrne (2005); Duffy (1992) p. 116.
3. ↑  Duffy (1992) pp. 116–117.